# Bistra (gmina w okręgu Marmarosz)
Bistra – gmina w Rumunii, w okręgu Marmarosz. Obejmuje miejscowości Bistra, Crasna Vișeului i Valea Vișeului. W 2011 roku liczyła 4174 mieszkańców.